# Barangay
Pour le voilier, voir Balangay.

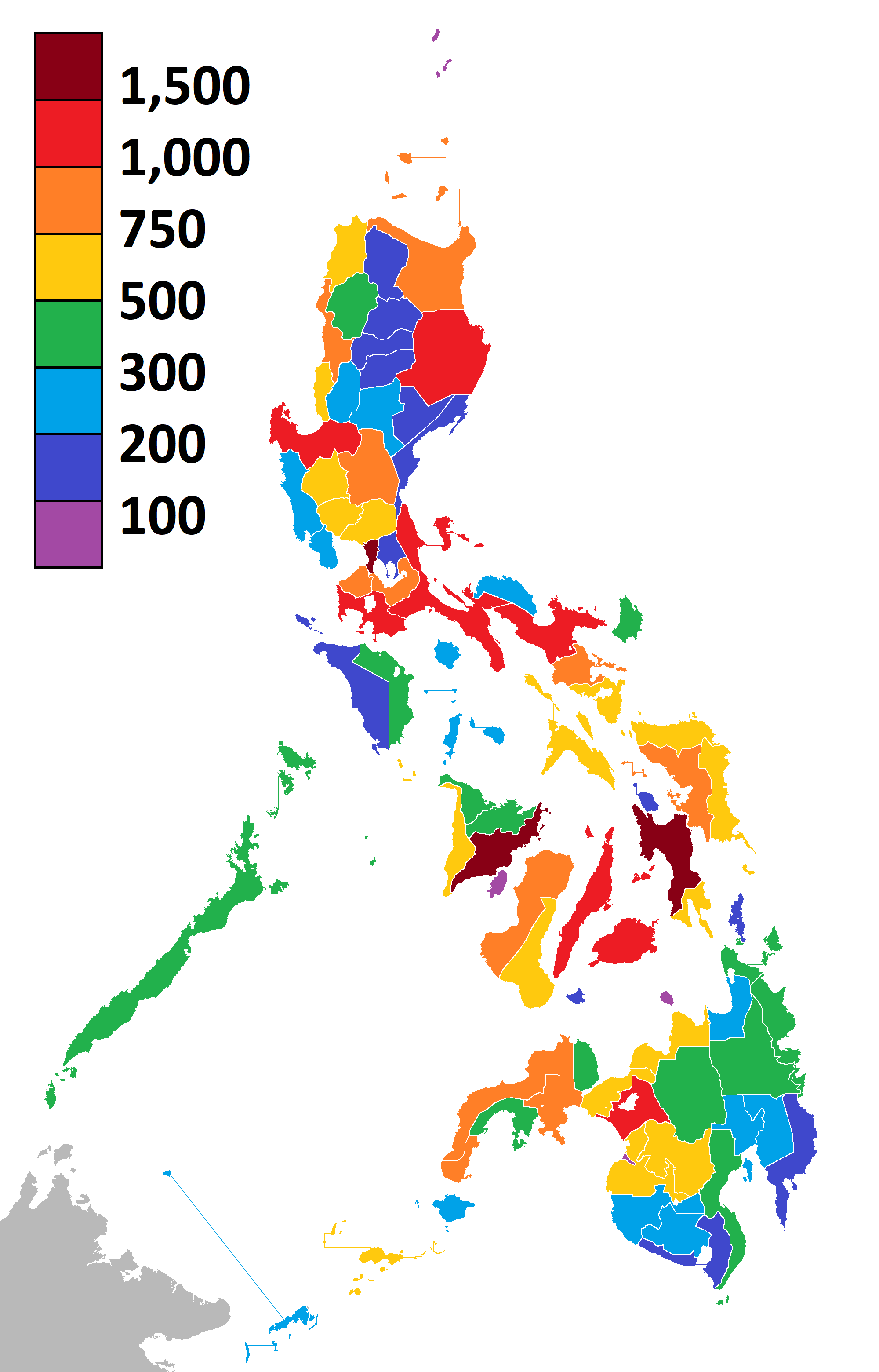

Le barangay (en filipino baranggay, prononcé « Ba-rang-gaï », parfois abrégé en « Brgy » ou « Bgy ») est l'unité administrative la plus petite des Philippines. La réalité est variable, le terme s'appliquant aussi bien à un village, un district ou un quartier. Les municipalités et les villes (cités indépendantes) sont composées de barangays. Historiquement, un barangay est une communauté composée de 50 à 100 familles.
Chaque barangay est dirigé par un chef de barangay (punong barangay). Ce maire dirige le conseil de barangay (sangguniang barangay), réunissant les conseillers de barangay (kagawad). Chaque barangay comporte un conseil de la jeunesse (Sangguniang Kabataan ou SK), dirigé par un président, animé par des conseillers et qui organise les activités orientées vers la jeunesse.
La majorité des barangays comptent entre trente et cent maisons, et une population de cent à cinq cents personnes. Parfois moins, comme à Legazpi par exemple, où il existe des communautés de vingt à trente personnes. Beaucoup de villages côtiers de la région du Visayan ont seulement huit à dix maisons.
Le mot lui-même dérive d'un terme malais désignant l'ancien bateau austronésien, le balangay. Chaque barangay côtier original est supposé provenir de colons arrivés en bateau d'autres zones du sud-est asiatique.